# Hochstaplerin der Liebe
Hochstaplerin der Liebe ist ein österreichisches Filmmelodram aus dem Jahre 1954 von Hans H. König mit Hilde Krahl in der Titelrolle. Die Geschichte beruht auf einem in der Zeitschrift Constanze erschienenen „Tatsachenbericht“.

## Handlung
Die Hochstaplerin der Liebe, das ist eine nicht näher bezeichnete „Madame“, die zielgerichtet ältere, gesetzte Herren liebestechnisch umgarnt und sie dezent verführt, um an deren Hab und Gut zu gelangen. Schon drei gesetzte Honoratioren der Gesellschaft – Dr. Peter Krüger, Prof. Angelot und Adrian van Zanten –, die allesamt über eine gute Reputation verfügen, sind „Madame“ bereits zum Opfer gefallen. Dabei geht die skrupellose Lady immer nach derselben Methode vor: Erst wird geheiratet, dann entschwindet die Dame mit einem beträchtlichen Vermögen des Ehemannes oder dem geschenkten Schmuck erst aus dessen Haus und dann auch aus dem Leben des verdutzten Neugatten. 
Das nächste Opfer ist bereits ausgeguckt, diesmal ist der charmante Brite Ernest Harrington ins Netz der Spinne geraten. Doch erstmals kommt „Madame“ die Liebe dazwischen, und sie beginnt ihr bisheriges Verhalten zu überdenken. Das Liebespaar verbringt eine schöne Zeit miteinander, in der „Madame“ aber auch erkennt, dass Ernest ihr dunkle Vergangenheit niemals verzeihen könnte. Die Polizei in Gestalt eines gewissen Kriminalrat Dr. Maurer ist ihr bereits auf der Spur. Um sich ein Leben im Knast und Ernest die Demütigung, einer Hochstaplerin der Liebe in die Fänge geraten zu sein, zu ersparen, sieht „Madame“ final nur noch einen Ausweg: Sie nimmt sich das Leben.

## Produktionsnotizen
Hochstaplerin der Liebe entstand Mitte 1954 in den Filmateliers von Wien-Schönbrunn und Salzburg-Parsch, die Außenaufnahmen wurden in Abazzia, München-Riem und Perchtoldsdorf hergestellt. Die Uraufführung war am 29. Oktober 1954 in Stuttgart und Gelsenkirchen, die Wiener Premiere erfolgte am 12. November 1954.
Willy Egger und Mladen Kozina waren Produktionsleiter. Das Ehepaar Otto Pischinger und Herta Hareiter schuf die Filmbauten, Heinz Pehlke war einfacher Kameramann. 

## Kritiken
Der Spiegel schrieb: “Wie in solchen Kinofällen oft, bricht aus der Betrügerin doch noch ein aufrichtiges Gefühl hervor und wendet die mittelmuntere Kriminalgeschichte zum hochsittlichen Rührstück. Hilde Krahl als Hauptfigur kann sich zwischen lieblicher Verstellung und brutaler Tatkraft prächtig ausspielen.”
Im Lexikon des Internationalen Films heißt es: „Ein stilunsicher inszeniertes Melodram an der Grenze zur Kolportage, das allenfalls durch Hilde Krahls darstellerische Intensität erträglich wird.“